# Anatomía de una epidemia
Anatomía de una epidemia. Medicamentos psiquiátricos y el asombroso aumento de las enfermedades mentales (Anatomy of an Epidemic: Magic Bullets, Psychiatric Drugs, and the Astonishing Rise of Mental Illness in America) es un libro escrito por Robert Whitaker publicado en 2010 en inglés y en 2015 en español por la editorial Capitan Swing.
Whitaker se pregunta cómo es posible que el número de estadounidenses que reciben pensiones del gobierno por  enfermedad mental a través del (Seguro de Discapacidad) se haya duplicado desde 1987 a 2003 cuando, en teoría, la evolución de los psicofármacos se considera, por las asociaciones de psiquiatría, como excelente y curativa, debían haberse reducido los discapacitados por enfermedades mentales así como los que reciben pensiones del gobierno. En el libro, Whitaker responde esa pregunta examinando los resultados científicos de los efectos de los psicofármacos, que resultarían a largo plazo, perjudiciales para los enfermos mentales.

## Anatomía de una epidemia
Whitaker ha trabajando durante muchos años en la publicación de artículos sobre psicofármacos y enfermedades mentales. Mantiene una web con los estudios más relevantes que sostienen sus estudios y conclusiones -madinamerica.com-.

### Balas mágicas(Magic bullets)

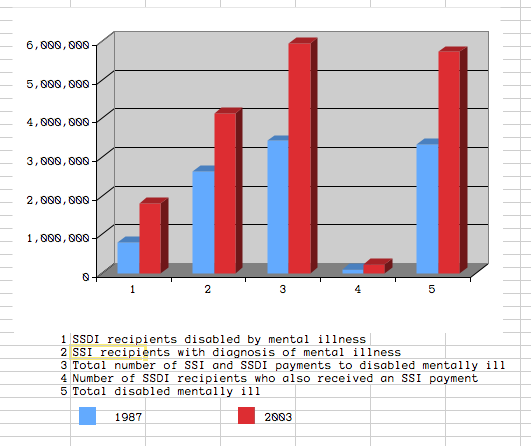
Número de estadounidenses que recibieron Pagos del Seguro Social por Incapacidad (SSDI) y Ingreso por Seguro Suplementario (SSI) por discapacidad mental (mental disability) en 1987 (azul) cuando la empresa Eli Lilly and Company introdujo el medicamento antidepresivo Prozac en comparación con 2003 (en rojo).

Whitaker comienza su libro revisando como se realizaron los descubrimientos de antipsicóticos, benzodiazepinas y antidepresivos señalando que fueron descubiertos cuando se vieron efectos secundarios de investigaciones sobre antihistamínicos (específicamente prometazina o promethazine, un neuroleptico, antipsicótico y sedativo y antihistamínico de primera generación de la familia de las fenotiazinas), antibióticos gram negativos (específicamente mefenesina o mephenesin, un relajante muscular antídoto de la estricnina) y los agentes antituberculosos isoniazid y iproniazid.
Los mecanismos de acción 'psiquiátricos' de estos fármacos no eran conocidos en ese momento por lo que fueron denominados inicialmente como  tranquilizantes mayores (actualmente se denominana antipsicóticos típicos) debido a su inducción de "quietud eufórica" y tranquilizantes menores (ahora benzodiazepinas) y energizantes psíquicos (ahora antidepresivos) debido, estos últimos, a que los pacientes a los que se les administraba como  medicamento contra la tuberculosis (o tisis) se les veía "bailando en las salas" (dancing in the wards) de los hospitales y sanatorios.
Estos compuestos sintéticos se desarrollaron durante un período de crecimiento para la industria farmacéutica reforzado por la enmienda Durham-Humphrey de 1951, otorgando a los médicos derechos de prescripción únicos o monopólicos, alineando así los intereses de médicos y compañías farmacéuticas. La industria de psicofármacos siguió el modelo de los medicamentos denominados "balas mágicas" utilizados para la curación o control de otras enfermedades, por ejemplo, la diabetes, que según Whitaker proporcionó una analogía para vender la idea al público de que los psicofármacos funcionaban como una bala que acertaba en su objetivo. 
No fue hasta muchos años más tarde, después de que se determinasen los mecanismos de estos fármacos, que la hipótesis serotoninérgica de la depresión y la hipótesis dopaminérgica de la esquizofrenia se desarrollaron para ajustarse a los mecanismos del fármaco. Pero, de acuerdo con el análisis de Whitaker de la literatura científica, los niveles más bajos de serotonina y los niveles más altos de dopamina "han demostrado ser ciertos en pacientes CON exposición previa a antidepresivos o antipsicóticos (es decir, como mecanismos homeostáticos) pero NO en pacientes sin exposición previa".
Whitaker critica además la teoría de la bala mágica al atacar la creencia histórica de que la "invención del antipsicótico Clorpromazina (Thorazine) " hubiera vaciado los asilos -los antiguos psiquiátricos- de enfermos mentales. La realidad es que durante los últimos años de la década de 1940 y 1950 aproximadamente el 75% de los casos de ingresos por un primer episodio de esquizofrenia se recuperaron y volvieron a la comunidad en un período máximo de 3 años, cuando Thorazine no fue comercializado hasta 1955). Además la llegada de la clorpromazina no mejoró las tasas de mejoría y altas en la década de 1950 para las personas recién diagnosticadas con esquizofrenia. De hecho, según los datos del único estudio a gran escala sobre esquizofrenia de primer episodio de esa época, el 88% de los que no recibieron tratamiento fueron dados de alta en dieciocho meses, en comparación con el 74% de los que recibieron tratamiento neuroléptico con clorpromazina.

### La epidemia del mal uso de fármacos psiquiátricos
Whitaker reconoce que los medicamentos psiquiátricos a veces funcionan, pero cree que deben usarse de una manera "selectiva y cautelosa. Debe entenderse que no están corrigiendo ningún desequilibrio químico. Y honestamente, deberían usarse a corto plazo".
Whitaker estudia e investiga los efectos de lo que parece una epidemia: los medicamentos que reciben los pacientes pueden perturbar su función cerebral normal y su administración a largo plazo puede producir cambios irreversibles o de difícil reversión.
Whitaker sugiere que la aureola de "fármacos milagrosos" alrededor de la segunda generación de psicotrópicos ha desaparecido hace mucho tiempo. Considera que la "hipersensibilidad" de los antipsicóticos más vendidos es "uno de los episodios más embarazosos en la historia de la psiquiatría, ya que un estudio gubernamental tras otro no encontró que fueran mejores que los antipsicóticos de primera generación" además de no resultar mejores que tratamientos sin medicamentos.
Una de las soluciones de Whitaker es el tratamiento de atención al paciente documentado por el profesor Jaakko Seikkula en el Hospital Keropudas de Tornio en Lapland, donde los medicamentos se administran a los pacientes sólo de forma limitada, con buenos resultados. Según Whitaker, el distrito tiene el menor gasto per cápita en salud mental de todos los distritos sanitarios de Finlandia. También considera que han sido beneficiosos para los pacientes los programas británicos de ejercicio físico controlado para pacientes con depresión. H
Whitaker ve a los niños y jóvenes como especialmente vulnerables a la administración de medicamentos de por vida. Muchas veces se pide al psiquiatra que medique al niño para que tenga un comportamiento normal cuando la mayoría de las veces su comportamiento no es patológico. Además, se tiende a la polimedicación para revertir o atenuar efectos secundarios complicando la posibilidad de eliminar la medicación. Si el niño o joven está mucho tiempo medicado puede llegar a la edad de dieciocho años convertido en un adulto discapacitado.